# シータθ
シータθ（シータ、1981年8月15日 - ）は、日本の女性歌手。静岡県磐田市出身。神田外語大学英米語学科卒。

## 概要
2000年に上京。バンド、ボーカルユニット、クラブ、コーラス、企業イベントなど、様々な形で歌い続ける。
2007年11月、アニメ「素敵探偵☆ラビリンス（TXNネットワーク）」のEDテーマ「抱きしめて」でメジャー・デビュー。12月、デビューアルバム「beginning」を発売。
2011年、ヴィレッジヴァンガードで販売されたカバー・アルバム「Bossa Nova Parlor~sweet jazz taste~」の歌唱を担当。
2013年、ベネッセコーポレーション「ほっぷ」DVD教材OPテーマ、サンリオピューロランド「サンリオタウン」テーマの歌唱担当。
2014年、子供向けエコうたユニット「にゃんたぶぅ」のサポート・メンバー「しぃたぁ」でも活動。  
2019年、子育てを楽しくする英語の歌アルバム「Songs to play at home」を発売。自身も子育てをしながら、子育てママを応援する。
現在は、地元静岡で、地域イベント、企業パーティー、結婚式、保育園・幼稚園、子育て支援センターなどでライブを行う。オンライン英語発音トレーナー（ドクターDイングリッシュ）としても活動。

## ディスコグラフィー

### シングル
1. 抱きしめて（2007年11月14日）

### アルバム
1. beginning（2007年12月5日）
2. ボサノヴァパーラー〜sweet jazz taste〜（2010年11月10日）
3. デュアルボイス